# Malo
För andra betydelser, se Malo (olika betydelser).
Malo, även Maclou och Mac'h Low och på latin Maclovius eller Machutus, född omkring 520 i Wales, död 15 november 621 i Archingeay, Charente-Maritime, var biskop av Aleth. Malo har givit namn till Saint-Malo och räknas som ett av de sju irländska och brittiska helgon som grundade Bretagne. Hans festdag firas i Romersk-katolska kyrkan den 15 november.

## Biografi
Malo döptes enligt legenden av sankt Brendan vars lärjunge han blev vid Llancarrven-klostret. I syfte att finna paradiset som enligt deras uppfattning var en ö, begav sig Malo med ett flertal likasinnade iväg från Wales och hamnade på Cézembre i nuvarande Bretagne. Sedan företog Malo resor till Orkneyöarna, som han kristnade, och till öarna vid Skottlands norra kust. Efter dessa missionsresor återkom han till Bretagne, slog sig ner i Aleth, där han efter eremiten Arons död utsågs till andlig ledare och följaktligen konsekrerades till biskop; biskopssätet bytte sedermera namn till Saint-Malo för att hedra sin förste biskop. Sina sista dagar tillbringade Malo i Archingeay, Charente-Maritime som eremit, och ägnade sig åt bön och späkning. Enligt en krönika inföll hans död där den 15 november 621.